# هنریک واپینسکی
هنریک واپینسکی (لهستانی: Henryk Łapiński؛ ‏ ۲ ژانویهٔ ۱۹۳۳ – ۱۱ سپتامبر ۲۰۲۰) بازیگر اهل لهستان بود. وی دانش‌آموختهٔ مدرسه ملی فیلم ووچ بود.
از فیلم‌ها یا مجموعه‌های تلویزیونی که وی در آن‌ها نقش داشته است، می‌توان به سرنوشت‌های لهستانی، چگونه جنگ جهانی دوم را آغاز کردم، آزادی،  روزها و شب‌ها، مرد مرمرین، فیلمی کوتاه درباره کشتن، از دوشنبه‌ها بیزارم و راز ساگال اشاره نمود.